# Beck, Bogert and Appice
Pour l'album, voir Beck, Bogert and Appice.
Pour les articles homonymes, voir BBA.
 (avril 2021).
Si vous disposez d'ouvrages ou d'articles de référence ou si vous connaissez des sites web de qualité traitant du thème abordé ici, merci de compléter l'article en donnant les références utiles à sa vérifiabilité et en les liant à la section « Notes et références ».
Beck, Bogert and Appice (on peut aussi abréger en BBA) est un trio de hard rock composé par le guitariste britannique Jeff Beck (ex-Yardbirds, ex-Jeff Beck Group), et la section rythmique des groupes américains Vanilla Fudge et Cactus (Tim Bogert à la basse et Carmine Appice à la batterie).

## Biographie
Dès 1970, Jeff Beck envisage une association avec Tim Bogert et Carmine Appice, mais il est victime d’un accident de voiture qui empêche le projet de se concrétiser.
Bogert et Appice, qui avaient été préalablement membres de Vanilla Fudge forment alors le groupe Cactus accompagnés par le guitariste Jim McCarty et le chanteur Rusty Day. Après plusieurs albums, Cactus se sépare et Bogert et Appice redeviennent disponibles. Jeff Beck, après s'être remis de ses blessures, fonde un nouveau Jeff Beck Group et sort plusieurs albums avant de dissoudre son groupe en 1972.
Les trois musiciens, sans engagement, décident alors de concrétiser l’ancien projet de collaboration. Ils commencent à travailler sur leur premier album Beck, Bogert and Appice. L'album se vend bien en 1973 et inclut le succès Superstition, variante de la version de Stevie Wonder (la chanson fut écrite par Jeff Beck et Stevie Wonder ensemble). Plus tard en mai 1973, le groupe enregistre un album en public au Japon à Ōsaka : Live in Japan (qui est longtemps resté une rareté). Le trio commence à travailler sur son deuxième album studio, quand Beck quitte le groupe début 1974, entraînant sa dissolution définitive.

## Membres
- Jeff Beck : guitare, chant, mort le 10 janvier 2023
- Tim Bogert : basse, chant, mort le 13 janvier 2021
- Carmine Appice : batterie, chant

## Discographie
- 1973 - Beck, Bogert and Appice
- 1974 - Live In Japan (en public)